# Juno (protein)
Juno còn được gọi là thụ thể folate 4, delta thụ thể folate hoặc IZUMO1R là một protein mà ở người được mã hóa bởi gen FOLR4. Juno là thành viên của các họthụ thể folate  và là GPI neo đến màng tế bào của tế bào trứng trong động vật có vú mà chấp nhận tinh trùng đang đến với đối tác, IZUMO1, và tạo điều kiện thụ tinh. Protein được đặt theo tên của Juno, nữ thần sinh sản và hôn nhân của La Mã.
Sau giai đoạn thụ tinh ban đầu, Juno giảm đột ngột từ bề mặt tế bào trứng xảy ra và Juno hầu như không thể phát hiện được chỉ sau 40 phút. Tuy nhiên, sau khi thụ tinh thông qua tiêm tinh trùng vào trong tế bào chất, tế bào trứng không làm mất biểu hiện bề mặt tế bào của Juno, điều này cho thấy Juno góp phần ngăn ngừa bệnh đa nang.   Chuột thiếu protein Juno trên bề mặt tế bào trứng của chúng vô sinh vì tế bào trứng của chúng không hợp nhất với tinh trùng bình thường, chứng tỏ vai trò thiết yếu của Juno đối với khả năng sinh sản của chuột cái.

## Khám phá
Dựa trên một tìm kiếm tương đồng trình tự các gen liên quan đến thụ thể folate, gen cho thụ thể folate 4 lần đầu tiên được xác định ở chuột và ở người vào năm 2000 tại Đại học Nebraska.
Vào năm 2014, chức năng của thụ thể folate 4 đã được phát hiện bởi các nhà nghiên cứu của Viện Sanger Wellcome Trust, người cũng đề xuất rằng protein được đổi tên thành Juno. Juno ban đầu được tìm thấy trong tế bào trứng chuột, nhưng tương tác của nó với Izumo sau đó được tìm thấy ở các loài động vật có vú khác, bao gồm cả con người. Trước đây khó nắm bắt, Juno đã được phát hiện sau 9 năm so với đối tác nam của nó, Izumo1.

## Cấu trúc 3D
Cấu trúc tinh thể của protein Juno (PDB: 5EJN) đã được báo cáo trong tháng 2 năm 2016 bởi các nhà nghiên cứu tại Viện Karolinska, phối hợp với nhóm tại Viện Wellcome Trust Sanger.

## Mô hình sinh vật
Các sinh vật mẫu đã được sử dụng trong nghiên cứu về chức năng JUNO. Một dòng chuột knockout điều kiện được gọi là Izumo1r tm2a (KOMP) Wtsi đã được tạo ra tại Viện Sanger Wellcome Trust. Động vật đực và cái trải qua một màn hình kiểu hình tiêu chuẩn  để xác định ảnh hưởng của việc xóa. Các thể hiện bổ sung được thực hiện: - Kiểu hình miễn dịch chuyên sâu 
| Đặc điểm                             | Kiểu hình   |
| ------------------------------------ | ----------- |
| Tất cả dữ liệu có sẵn tại.           |             |
| Bạch cầu máu ngoại vi 6 tuần         | Bình thường |
| Huyết học 6 tuần                     | Bình thường |
| Insulin                              | Bình thường |
| Khả năng sống đồng hợp tử ở P14      | Bình thường |
| Khả năng sinh sản đồng hợp tử        | Khác thường |
| Trọng lượng cơ thể                   | Bình thường |
| Đánh giá thần kinh                   | Bình thường |
| Sức mạnh bám                         | Bình thường |
| Sinh lý học                          | Bình thường |
| Nhiệt lượng gián tiếp                | Bình thường |
| Xét nghiệm dung nạp glucose          | Bình thường |
| Phản ứng não bộ thính giác           | Bình thường |
| DEXA                                 | Bình thường |
| X quang                              | Bình thường |
| Hình thái mắt                        | Bình thường |
| Hóa học lâm sàng                     | Bình thường |
| Huyết học 16 tuần                    | Bình thường |
| Bạch cầu máu ngoại vi 16 tuần        | Bình thường |
| Trọng lượng tim                      | Bình thường |
| Nhiễm khuẩn Salmonella               | Bình thường |
| Chức năng tế bào T độc tế bào        | Bình thường |
| Miễn dịch lách                       | Bình thường |
| Mesenteric bạch huyết hạch miễn dịch | Bình thường |
| Miễn dịch tủy xương                  | Bình thường |
| Thành phần miễn dịch biểu bì         | Bình thường |
| Thử thách Trichuris                  | Bình thường |